# فرانكو دال ماسو
فرانكو دال ماسو (بالإيطالية: Franco Dal Maso)‏ هو لاعب كرة قدم إيطالي في مركز الوسط، ولد في 17 مارس 1942 في ثيين في إيطاليا. لعب مع إنتر ميلان ونادي بيستويسي.